# Beagle (software)
Beagle is een vrije desktopzoeker voor Linux en Unix waarmee bestanden, waaronder documenten en e-mails, kunnen doorzocht of gezocht worden op basis van een indexbestand.
Beagle is gebaseerd op Dashboard, een programma ontwikkeld met Mono, dat diende om relevante informatie en bestanden te zoeken en weer te geven. Beagle is geschreven in C# met behulp van Mono en gebruikt een naar C# overgezette versie van Lucene als indexer.
Beagle levert standaard een GTK+-gebaseerde GUI mee die goed integreert met de desktopomgeving GNOME. Er is echter ook een soortgelijk grafisch programma beschikbaar voor KDE, genaamd Kerry.

## Bestandstypen
Beagle kan de volgende bestanden zoeken en indexeren op inhoud of metadata:
- Programma's
- Archieven (gzip, zip, bzip2, tar)
- Chatconversaties (Pidgin, Kopete en IRC)
- Documenten (OpenDocument, PDF en HTML)
- E-mails (Evolution, Mozilla Thunderbird, KMail)
- Helpbestanden (Texinfo, man pages)
- Afbeeldingen (PNG, JPEG, GIF, SVG, TIFF)
- Audiobestanden (MP3, Ogg Vorbis, FLAC)
- Noties van Tomboy en KNotes
- RSS-feeds (door middel van Liferea, Akregator)
- Broncode (C, C++, C#, Fortran, Java, JavaScript, Pascal, Perl, PHP, Python)
- Videobestanden
- Webgeschiedenis (Mozilla Firefox, Konqueror, Epiphany)

Ondersteuning voor andere bestandsformaten kan ook worden toegevoegd met behulp van plug-ins.